# Santa Caterina (Reggio Calabria)
Santa Caterina è uno dei quartieri residenziali di Reggio Calabria. Con San Brunello e Vito costituisce la III circoscrizione comunale, della quale ospita la sede.
Situato nel nord della città, confina a nord su via nazionale Pentimele con il quartiere di Pentimele, a sud con quello di San Brunello e a est sul viale della Libertà con il quartiere di Vito.
Santa Caterina è uno dei più popolosi quartieri della città, ha una pianta rettangolare ed è costituita da tre zone:
- zona portuale
- zona residenziale
- zona denominata "Puzzi" (patria del famoso Santo Pota).

## Morfologia
La maggior parte degli edifici del quartiere risale al periodo fascista, durante il quale il quartiere fu ricostruito a seguito del devastante terremoto del 1908.
Le quattro vie principali attraversano il quartiere da nord a sud (e viceversa): via Enotria, via Esperia, via Italia e via Santa Caterina d'Alessandria, sulla quale sorge l'omonima chiesa.
La via Santa Caterina dà il nome al quartiere stesso essendone centro della vita commerciale.
L'aspetto urbanistico del quartiere è dunque sostanzialmente di tipo cardo-decumano, ovvero "a scacchiera" essendo le vie principali ortogonali fra loro e segmentate da altre vie ortogonali. È inteso come una ideale continuazione a nord, oltre il torrente, del quartiere di pineta Zerbi.

## Servizi
Qui sorgono la Scuola media "Ibico" e la Scuola elementare "Santa Caterina" accanto alla quale vi è uno dei parchi cittadini, frequentato dai giovani, diversi uffici della regione e della provincia.
Il punto più frequentato da ragazzi e da famiglie è la locale parrocchia, grazie alle prolungate attività di AGESCI e AC.  
Il quartiere è servito dai mezzi dell'ATAM, con 12 linee che lo attraversano e numerose altre che fanno capolinea all'inizio del quartiere sul Ponte della Libertà, e dalla stazione di Reggio Calabria Santa Caterina in cui fanno regolarmente tappa i treni locali.
Il quartiere si trova al termine dell'Autostrada A2 Salerno-Reggio Calabria o Autostrada del Mediterraneo.

## I Fatti di Reggio
Agli inizi degli anni settanta il quartiere di Santa Caterina fu, assieme al quartiere di Sbarre uno dei protagonisti dei Fatti di Reggio.
La rivolta ebbe anche dei lati singolari: proprio per sottolineare il totale disprezzo per il governo in carica, i cittadini del quartiere dichiararono polemicamente la loro scissione dall'Italia e si autoproclamarono Granducato di Santa Caterina.